# Ormosia nigripila
Ormosia nigripila là một loài ruồi trong họ Limoniidae. Chúng phân bố ở miền Tân bắc.